# Famille Barbet de Jouy
Cette page explique l’histoire ou répertorie les différents membres de la famille Barbet de Jouy.
Pour les articles homonymes, voir Barbet.
La famille Barbet de Jouy est une famille subsistante d'ancienne bourgeoisie, historiquement protestante et originaire de Normandie, qui s'est particulièrement illustrée dans l'industrie textile et dont plusieurs membres se sont distingués.

## Personnalités
- Jean (Jehan) Barbet (m. 1514) - sculpteur.
- Jean Barbet (1591-1654), architecte du roi Louis XII
- Jacques Barbet (1756-1813), fondateur d'une manufacture d'indienne à Déville-lès-Rouen, maire de Déville-lès-Rouen
- Jacques-Juste Barbet de Jouy (1787-1849), industriel
- Henry Barbet (1789-1875), industriel et homme politique, frère du précédent
- Auguste Barbet (1791-1872), industriel, financier et économiste, frère des précédents[1]
- Henry Barbet de Jouy (1812-1896), archéologue, historien d'art et conservateur du musée du Louvre, fils de Jacques-Juste
- Louis-Alexandre Barbet (1850-1931), ingénieur et bibliophile

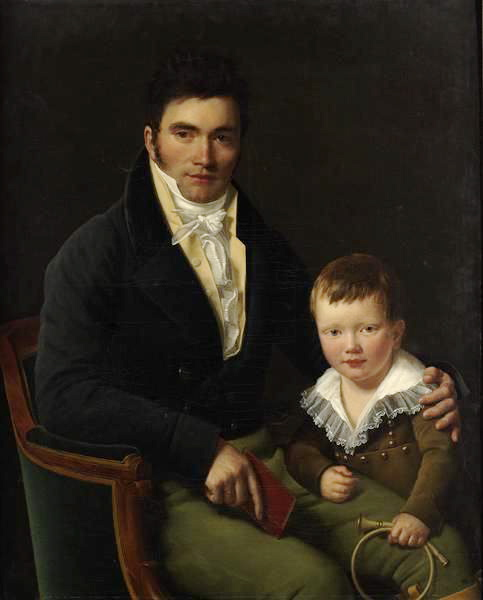
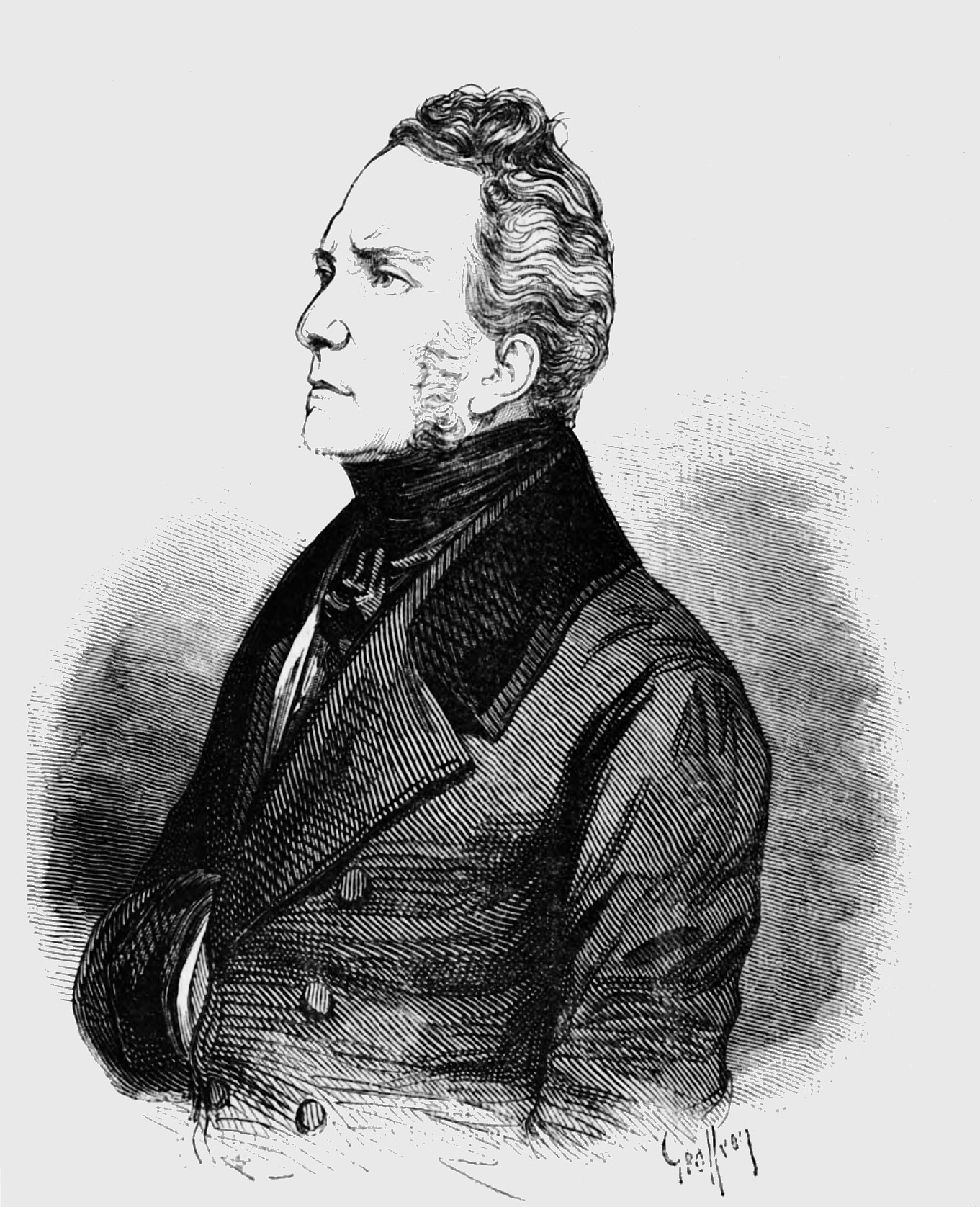
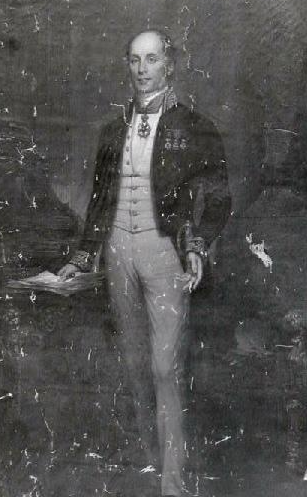
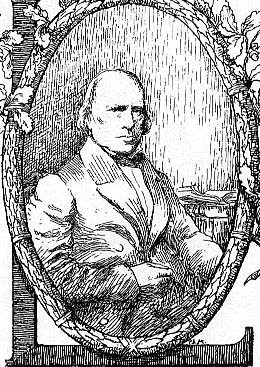
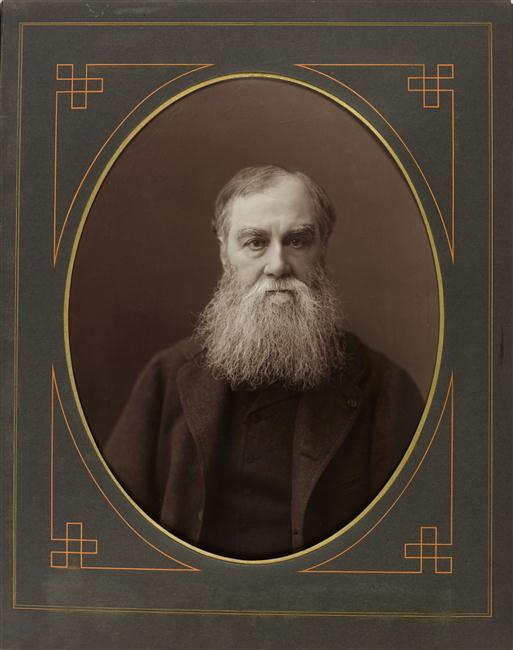